# Badger (Iowa)
Badger es una ciudad situada en el condado de Webster, en el estado de Iowa, Estados Unidos. Según el censo de 2000 tenía una población de 610 habitantes.

## Geografía
Según la Oficina del Censo de los Estados Unidos, la localidad tiene un área total de 4,38 km², la totalidad de los cuales corresponden a tierra firme.

## Demografía
Según el censo de 2000, había 610 personas, 227 hogares y 172 familias residiendo en la localidad. La densidad de población era de 139,26 hab./km². Había 232 viviendas con una densidad media de 53,0 viviendas/km². El 99,67% de los habitantes eran blancos y el 0,33% pertenecía a dos o más razas. El 0,49% de la población eran hispanos o latinos de cualquier raza.
Según el censo, de los 227 hogares, en el 41,4% había menores de 18 años, el 64,3% pertenecía a parejas casadas, el 8,4% tenía a una mujer como cabeza de familia, y el 24,2% no eran familias. El 19,8% de los hogares estaba compuesto por un único individuo, y el 11,9% pertenecía a alguien mayor de 65 años viviendo solo. El tamaño promedio de los hogares era de 2,69 personas, y el de las familias de 3,10.
La población estaba distribuida en un 30,0% de habitantes menores de 18 años, un 7,7% entre 18 y 24 años, un 27,9% de 25 a 44, un 21,6% de 45 a 64, y un 12,8% de 65 años o mayores. La media de edad era 33 años. Por cada 100 mujeres había 100,0 hombres. Por cada 100 mujeres de 18 años o más, había 95,9 hombres.
Los ingresos medios por hogar en la localidad eran de 41.250 dólares ($), y los ingresos medios por familia eran 46.250 $. Los hombres tenían unos ingresos medios de 35.000 $ frente a los 21.458 $ para las mujeres. La renta per cápita para la ciudad era de 15.573 $. El 7,8% de la población y el 6,1% de las familias estaban por debajo del umbral de pobreza. El 11,2% de los menores de 18 años y el 6,3% de los habitantes de 65 años o más vivían por debajo del umbral de pobreza.